# 利亞沃澤羅湖
68°14′27.50″N 36°18′15.15″E / 68.2409722°N 36.3042083°E
利亞沃澤羅湖（羅馬化：Lyavozero），是俄羅斯的湖泊，位於該國西北部，由摩爾曼斯克州負責管轄，處於洛沃澤羅區，長17公里、寬4.2公里，面積38.2平方公里，海拔高度216.6米，湖岸線長度60公里。